# Lijst van gemeentelijke monumenten in Loenen (Apeldoorn)
Het dorp Loenen, onderdeel van de gemeente Apeldoorn, kent 13 gemeentelijke monumenten. Hieronder een overzicht.
| Object                                                                     | Bouwjaar | Architect | Locatie                                  | Coördinaten                  | Nr.             | Afbeelding                                                |
| -------------------------------------------------------------------------- | -------- | --------- | ---------------------------------------- | ---------------------------- | --------------- | --------------------------------------------------------- |
| Begraafplaats, lijkenhuisje e.d.                                           |          |           | Beekbergerweg bij nr. 7                  |                              | 0200/wikinr_26  | Begraafplaats, lijkenhuisje e.d.                          |
| Boerderij 't Lichtje                                                       | 1688     |           | Bergakkerweg 20                          | 52° 6' 35" NB, 6° 1' 18" OL  | 0200/wikinr_30  | Boerderij 't Lichtje                                      |
| Boerderij De Burggraaf                                                     |          |           | Burggraaf 32                             | 52° 6' 31" NB, 6° 1' 45" OL  | 0200/wikinr_47  | Boerderij De Burggraaf                                    |
| Transformatorhuisje                                                        |          |           | Eerbeekseweg, bij nr. 38                 |                              | 0200/wikinr_110 | Transformatorhuisje                                       |
| Ereveld Loenen met bijbehorende bebouwing en gedenktekens                  | 1949     |           | Groenendaalseweg 62                      | 52° 6' 55" NB, 6° 0' 0" OL   | 0200/wikinr_182 | Meer afbeeldingen                                         |
| Ereveld Loenen met bijbehorende bebouwing en gedenktekens                  |          |           | Groenendaalseweg 64                      | 52° 6' 54" NB, 5° 59' 59" OL | 0200/wikinr_183 | Ereveld Loenen met bijbehorende bebouwing en gedenktekens |
|                                                                            |          |           | Hameinde 18                              | 52° 6' 39" NB, 6° 1' 10" OL  | 0200/wikinr_186 |                                                           |
| Winkelpand                                                                 |          |           | Hoofdweg 32                              | 52° 7' 9" NB, 6° 1' 14" OL   | 0200/wikinr_213 | Winkelpand                                                |
| 'H. Antonius Abt': kerk met hek, schuurtje, begraafplaats, oorlogsmonument |          |           | Hoofdweg 49                              | 52° 7' 19" NB, 6° 1' 19" OL  | 0200/wikinr_214 | Meer afbeeldingen                                         |
| Voormalig coöperatiegebouw                                                 | 1928     |           | Hoofdweg 92                              | 52° 7' 42" NB, 6° 1' 50" OL  | 0200/wikinr_215 | Voormalig coöperatiegebouw                                |
| Brugwachterswoning bij Klabanusbrug                                        |          |           | Kanaal Zuid 482                          | 52° 8' 2" NB, 6° 2' 33" OL   | 0200/wikinr_283 | Brugwachterswoning bij Klabanusbrug                       |
| Klabanusbrug                                                               |          |           | Kanaal Zuid/Voorsterweg brug bij nr. 482 |                              | 0200/wikinr_286 | Klabanusbrug                                              |
| Villa                                                                      |          |           | Vrijenbergweg 39                         | 52° 7' 28" NB, 6° 0' 51" OL  | 0200/wikinr_769 | Villa                                                     |
| IJkbasis                                                                   | 1956     |           | Zilvensche Heide                         | 52° 4' 56" NB, 6° 0' 21" OL  | 0200/wikinr_833 | IJkbasis                                                  |